# Amstel Gold Race 2010
La 45ª edición de la Amstel Gold Race se disputó el 18 de abril de 2010, sobre un trazado de 257,3 km, entre Maastricht y el Cauberg, en Valkenburg, en los Países Bajos. 
La prueba perteneció al UCI ProTour 2010.
Participaron en la carrera 24 equipos: los 18 de categoría UCI ProTeam (al ser obligada su participación); más 6 de categoría Profesional Continental mediante invitación de la organización (BMC Racing, Cervélo Test Team, Landbouwkrediet, Topsport Vlaanderen-Mercator, Skil-Shimano y Vacansoleil Pro Cycling Team). Formando así un pelotón de 178 ciclistas, con entre 3 (el Caisse d'Epargne) y 8 corredores cada equipo, de los que acabaron 119. Con varias ausencias destacadas como consecuencia los problemas aéreos que provocó la erupción del volcán Eyjafjalla; por lo que la UCI tuvo que bajar de 6 a 3 el mínimo de corredores por equipo para que estos pudiesen disputar la carrera.
El ganador final fue Philippe Gilbert, tras atacar en la cota de meta, por delante de Ryder Hesjedal y Enrico Gasparotto respectivamente.

## Clasificación final
| Pos. | Ciclista          | Equipo              | Tiempo     |
| ---- | ----------------- | ------------------- | ---------- |
| 1.   | Philippe Gilbert  | Omega Pharma-Lotto  | 6h 22' 54" |
| 2.   | Ryder Hesjedal    | Garmin-Transitions  | + 2"       |
| 3.   | Enrico Gasparotto | Astana              | m.t.       |
| 4.   | Bert De Waele     | Landbouwkrediet     | + 5"       |
| 5.   | Roman Kreuziger   | Liquigas-Doimo      | m.t.       |
| 6.   | Damiano Cunego    | Lampre-Farnese Vini | m.t.       |
| 7.   | Fränk Schleck     | Saxo Bank           | + 7"       |
| 8.   | Marco Marcato     | Vacansoleil         | + 9"       |
| 9.   | Karsten Kroon     | BMC Racing          | + 11"      |
| 10.  | Chris Horner      | RadioShack          | m.t.       |